# Murraya
Murraya é um género botânico pertencente à família Rutaceae.
Seleção de espécies:
- Murraya koenigii (L.) Spreng., árvore-do-caril
- Murraya paniculata (es) (L.) Jack, ou M. exotica L.,[1] murta-dos-jardins